# Johnny Van Zant
Johnny Van Zant, pseudonimo di John Roy Van Zant (Jacksonville, 27 febbraio 1960), è un cantante statunitense.
È noto soprattutto per essere il frontman del gruppo Lynyrd Skynyrd.

## Biografia
Fratello di Ronnie Van Zant e di Donnie Van Zant, Johnny cresce in Florida, dove coltiva la passione per la musica. Comincia la sua carriera musicale nel gruppo “The Austin Nickels Band”. Johnny entra nei Lynyrd Skynyrd nel 1987, dieci anni dopo l'incidente aereo in cui morirono oltre che suo fratello Ronnie, anche il chitarrista Steve Gaines (da poco entrato nella band) e la corista Cassie Gaines. In coppia col fratello Donnie ha anche dato vita al duo Van Zant.

## Vita privata
Sposato con Lisa Van Zant, nel 2018 la loro figlia Lindsay Van Zant è morta a causa di una rara forma di cancro.
Oltre ad essere un repubblicano registrato, Johnny è anche evangelista.

## Discografia

### Solista

#### Album in studio
| Anno | Titolo         |
| ---- | -------------- |
| 1990 | Brickyard Road |

#### Raccolte
| Anno | Titolo                         |
| ---- | ------------------------------ |
| 1994 | The Johnny Van Zant Collection |

### Con i Lynyrd Skynyrd

#### Album in studio
| Anno | Titolo                | Classifiche | Classifiche |
| Anno | Titolo                | US          | UK          |
| ---- | --------------------- | ----------- | ----------- |
| 1991 | Lynyrd Skynyrd 1991   | 64          | -           |
| 1993 | The Last Rebel        | 64          | —           |
| 1994 | Endangered Species    | 115         | —           |
| 1997 | Twenty                | 97          | —           |
| 1999 | Edge of Forever       | 96          | —           |
| 2000 | Christmas Time Again  | —           | —           |
| 2003 | Vicious Cycle         | 30          | —           |
| 2009 | God & Guns            | 18          | 36          |
| 2012 | Last of a Dyin' Breed | 14          | 83          |

### Con i Van Zant

#### Album in studio
| Anno | Titolo                                                     | Classifiche |
| Anno | Titolo                                                     | US          |
| ---- | ---------------------------------------------------------- | ----------- |
| 1980 | No More Dirty Deals (sotto il nome “Johnny Van Zant Band”) | —           |
| 1985 | Van Zant                                                   | 170         |
| 1998 | Brother to Brother                                         | —           |
| 2001 | Van Zant II                                                | —           |
| 2005 | Get Right with the Man                                     | 21          |
| 2007 | My Kind of Country                                         | 57          |

#### Album live
| Anno | Titolo           | Classifiche |
| Anno | Titolo           | US Country  |
| ---- | ---------------- | ----------- |
| 2016 | Red White & Blue | 39          |